# Kenny Campbell
Kenneth „Kenny“ Campbell (* 6. September 1892 in Cambuslang; † 28. April 1977 in Macclesfield) war ein schottischer Fußballtorwart. Er stand zwischen 1911 und 1920 – unterbrochen durch die Pause in der Zeit des Ersten Weltkriegs – zwischen den Pfosten des FC Liverpool und war dabei Nachfolger von Sam Hardy sowie Vorgänger von Elisha Scott. Kurz nach seinem Weggang aus Liverpool gewann er 1921 mit Partick Thistle den schottischen Pokal.

## Sportlicher Werdegang
Campbell war in seinen Jugendjahren für Clyde Vale und Rutherglen Glencairn aktiv, wobei der zuletzt genannte Klub zahlreiche spätere Profispieler, wie Jimmy McMenemy, Alec Bennett, Marshall McEwan und Tom Sinclair herausbrachte. Noch im Alter von 17 Jahren wechselte er von den „Glens“ zu den Cambuslang Rangers und fortan befand er sich unter Beobachtung verschiedener britischer Talentscouts. In seiner letztlich einzigen Saison 1910/11 für Camubuslang gewann Campbell alle möglichen schottischen Nachwuchswettbewerbe und war unter anderem die „Nummer 1“ der schottischen Jugendauswahl gegen Irland in Belfast und England in Firhill. Obwohl Campbell zunächst einem Transfer zu einem prominenten Profiklub abgeneigt schien und eine weitere Entwicklung in Cambuslang für die nächsten Jahre anvisierte, konnte er den zahlreichen Offerten letztlich nicht widerstehen. Nach seinen eigenen Angaben meldeten sich 17 Interessenten, darunter Celtic Glasgow, Woolwich Arsenal, Tottenham Hotspur und Manchester United. Nicht dazu gehörte zunächst der FC Liverpool, aber nachdem ein Vertreter der „Reds“ eigentlich einen anderen Spieler begutachtet hatte, fiel diesem Campbells gute Leistung auf. Auf seine Empfehlung beobachtete Liverpools Trainer Tom Watson den jungen Torhüter persönlich. Campbell unterliefen unter Watsons Augen zwar einige Fehler, aber der Chef konnte am Ende davon überzeugt werden, das Talent im Mai 1911 unter Vertrag zu nehmen. Als prominenter Fürsprecher galt speziell Liverpools Führungsspieler Donald McKinlay, der nur unweit von Campbell gewohnt hatte. Dazu kam, dass der Neuling lediglich als Ersatzmann hinter dem Stammtorhüter Sam Hardy eingeplant war.
Zu Beginn beschränkten sich Campbells Einsätze meist auf Liverpools Reserveauswahl. Als sich Hardy an der Hand verletzte, debütierte sein Vertreter am 10. Februar 1912 gegen die Blackburn Rovers (0:1), aber die Rollenverteilung schien unverändert zu bleiben. Als Hardy nach dem Ende der Saison 1911/12 überraschend zu Aston Villa wechselte (Hardy lebte weit von Liverpool entfernt in Chesterfield und blieb in der Regel dem Training fern), katapultierte dies den vormaligen Ersatzmann in Liverpools Stammelf. Im Verlauf der Saison 1912/13 absolvierte Campbell 37 von 38 Ligapartien und trug mit dazu bei, dass sich Liverpool von der viertletzten Position des Vorjahres auf einen Mittelfeldplatz vorbewegt hatte. Seine Darbietungen wurden zumeist wohlwollend von Fußballexperten kommentiert; Tiefpunkt hingegen war für ihn eine deutliche 0:7-Pleite gegen den späteren Meister AFC Sunderland. In der darauf folgenden Spielzeit 1913/14 blieb Campbell Stammtorhüter in Liverpool. Dabei verpasste er lediglich vier Pflichtspiele und war Rückhalt der Mannschaft, die im FA Cup das Endspiel erreichte. Im Halbfinale war er beim 2:0 gegen den Vorjahrestitelträger Aston Villa nicht nur ohne Gegentor geblieben, sondern hatte auch das Privatduell gegen Sam Hardy gewonnen. Das Finale ging dann jedoch mit 0:1 gegen den FC Burnley im Crystal Palace verloren. In der letzten regulären Saison 1914/15 vor der kriegsbedingten Unterbrechung blieb Campbell zunächst Stammtorhüter bis Ende November 1914, bevor ihn Elisha Scott danach zu verdrängen begann. Zwar kehrte er nach Wiederbeginn des Spielbetriebs im Jahr 1919 als „Nummer 1“ des FC Liverpool zurück, aber im April 1920 ließ ihn der Verein nach Schottland wechseln. Dort heuerte Campbell, der mittlerweile auch in die schottische Nationalmannschaft berufen wurde, bei Partick Thistle an.
Bevor Liverpool mit Scott als Stammtorhüter in den Jahren 1922 und 1923 zwei englische Meisterschaften gewann, hatte auch Campbell mit seinem neuen Verein einen Überraschungserfolg nach einem 1:0-Finalsieg gegen die Glasgow Rangers 1921 im Pokal feiern können. Da er jedoch mit seiner Familie in Merseyside wohnhaft geblieben war und für Spiele extra anreisen musste, endete das Engagement bereits im Jahr 1922. Campbell wechselte in die Lancashire Combination zum AFC New Brighton, um wieder näher in der gewohnten Umgebung zu sein. Dazu eröffnete er im nahegelegenen Wallasey ein Geschäft für Sportausrüstung und blieb dort auch wohnhaft für den Rest seines Lebens. Im März 1923 heuerte er beim FC Stoke an und spielte für den Klub nach dem Abstieg wenige Monate nach seiner Ankunft hauptsächlich in der zweiten Liga. Ab 1925 stand er für Leicester City, das kurz zuvor in die englische Eliteklasse aufgestiegen war, zwischen den Pfosten und führte den Klub zu einem beachtlichen siebten Platz in der Saison 1926/27. In den darauffolgenden Jahren verbesserte sich der Verein weiter auf den dritten und zweiten Rang, aber Campbell war in dieser Phase nicht mehr „erste Wahl“ als Torhüter des Klubs. Er kehrte letztlich nach New Brighton im Jahr 1929 zurück und ließ dort die aktive Karriere ausklingen.

## Titel/Auszeichnungen
- Schottischer Pokalsieger (1): 1921